# オーガニックビル
オーガニックビルは、大阪市中央区南船場に所在する有機的建築物である。鮮やかな赤茶色の外壁に配置された、132基の鉢植えが外観の大きな特徴である。

## 建築
地下鉄心斎橋駅の北、渡辺筋と順慶町通が交わる南東角に位置する。1848年（嘉永元年）創業の老舗昆布商小倉屋山本による新社屋が計画されたのはバブル景気の頃で、設計が始まったのは1990年。イタリア出身の建築家・デザイナーのガエターノ・ペッシェによる大胆なアイデアを、大阪市の再開発コーディネート事業者のUDコンサルタンツにより現実化した。『自然と健康』の企業理念から、緑と建物と人間の共存をコンセプトとしている。植木鉢の形状は半球形や土管状などさまざまで、当初は世界各国から集められた50種あまりの植物が植えられていた。竣工当初はコンピュータ制御で給水や施肥が行われたが、のちに自生可能な品種に植え替えられている。剪定が困難な造りもあり、植物はそれぞれ違った種類のようにも見える。設計者の思想は外観だけではなく建物内部にも表現され、1階エントランスホールの極彩色のオブジェや1文字ずつ色を変えた社名プレートなどにも見てとることができる。
9階に小倉屋山本の本社があり、1階にセレクトショップ、2階と地下1階にレンタルスペース「BPオーガニックスペース南船場」、他にアパレル企業やデザイン事務所などのテナントが入居する。本ビル内に小倉屋山本の実店舗はなく、「えびすめ」などの商品は近隣にある同社本店で販売している。
1994年度にグッドデザイン賞を受賞。2023年には近鉄不動産が本ビルを取得した。